# Kürschners Deutscher Gelehrten-Kalender
Kürschners Deutscher Gelehrten-Kalender est un ouvrage de référence qui existe depuis 1925 et répertorie les données biographiques, les adresses, les priorités de recherche et les domaines de travail des scientifiques du monde germanophone. Il est publié chaque année aux éditions Walter de Gruyter de 2011 à 2018. En plus de l'édition imprimée, il existe une base de données avec plus de 73 970 entrées et des informations supplémentaires sur environ 10 000 personnes décédées dont le décès est déterminé depuis 1996, ainsi que des informations sur 15 000 scientifiques à la retraite. Les critères d'admission sont généralement l'habilitation ou le titre de professeur ainsi que le travail de recherche et d'enseignement dans une institution scientifique.

## Histoire
Kürschners Deutscher Gelehrten-Kalender est issu du Kürschners Deutscher Literatur-Kalender (de). La direction de la maison d'édition répond ainsi à un besoin public d'un ouvrage de référence pour les scientifiques. Gerhard Lüdtke (1875 à 1944) créé la première édition du calendrier scientifique (1925) en extrayant et en mettant à jour les entrées sur les scientifiques du calendrier littéraire.
Le plan original de faire publier le Gelehrtenkalender chaque année, conformément à son nom, ne peut pas être respecté dès la troisième édition (1928). Au cours des décennies suivantes, le Gelehrtenkalender est publié de manière sporadique, avec un volume en constante augmentation. La sixième édition (1940/41) est publiée pour la première fois en deux volumes.
La première édition d'après-guerre (1950) est réalisée par Gerhard Oestreich. Il décide de ne mentionner dans la 8e édition (1954) que les nouvelles publications des scientifiques depuis 1950, et non pas l'ensemble des publications comme c'est le cas jusqu'alors. Cette mesure permet d'alléger l'édition, mais suscite des critiques de la part des utilisateurs : celui qui veut connaître toutes les publications d'un scientifique doit consulter l'édition actuelle et l'édition précédente, ce qui est jugé fastidieux et chronophage. De plus, l'achat des deux éditions est inabordable pour certains utilisateurs et souvent difficile en raison du nombre limité de tirages des éditions.
Le bibliothécaire Werner Schuder (de) (1917 à 2006) reprend la rédaction du Gelehrtenkalender après 1954 et le conserve pendant plusieurs décennies. Il réagit aux critiques émises à l'encontre de la huitième édition en rétablissant les listes de publications dans leur intégralité dans la neuvième édition (1961). Cela a pour conséquence que le Gelehrtenkalender est de nouveau publié en deux volumes pour la première fois en 1961. Les éditions suivantes connaissent une croissance considérable en volume, bien que les listes de publications sont fortement réduites. Depuis la 22e édition (2009), l'ouvrage comprend quatre volumes partiels.

## Édition actuelle
- Kürschners Deutscher Gelehrten-Kalender 2020. 32. Auflage (Print & Online). De Gruyter, Berlin 2019,  (ISBN 978-3-11-063067-1).